# Saltomortale
Saltomortale (af ital. salto, "spring", og mortale, "dødelig") – eller ofte bare salto – er en gymnastisk eller akrobatisk øvelse, hvor man snurrer rundt så fødderne passerer over hovedet. Det kan udføres både forlæns og baglæns.

## Typer
Der findes mange typer af saltomortaler:
- En dobbeltsalto (eller dobbeltsaltomortale) er en bevægelse der foregår i luften, hvor man fra man sætter af, til man lander igen, har roteret to gange rundt, fremover, eller bagover. Når man laver en dobbeltsalto, springer man ofte i trampetten, dog kan det også laves som start- eller slutmoment på fiberbanen.
- Full-in er, hvor man springer i trampetten. Det er en dobbeltsalto, hvor man i den første rotation laver en helskrue, og ikke noget i den anden rotation.
- En Molberg salto[1] er et spring indenfor udspring og kan gennemføres fra både vippe og tårn. Springet gennemføres med kroppens front vendt mod vandet og efter afsættet roteres baglæns mindst en hel salto inden nedslaget i vandet. Er rotationen begrænset til en halv salto, betegnes springet en Isander.